# Theodor Lachner
Pour les articles homonymes, voir Lachner.
Theodor Lachner est un organiste et compositeur bavarois, né à Rain-am-Lech en 1788 et mort à Munich le 23 mai 1877.
Theodor Lachner est né à Rain-am-Lech dans une famille de musiciens. Son père Anton Lachner était organiste municipal et ses frères Ignaz, Franz et Vinzenz sont aussi devenus musiciens.
Il a été organiste de la cour de Munich et a composé de la musique chorale et des lieder.